# Tschechoslowakei
Koordinaten: 50° N, 14° O
Die Tschechoslowakei (tschechisch Československo; slowakisch Česko-Slovensko; am längsten bestehende amtliche Bezeichnung Tschechoslowakische Republik, ČSR) war ein von 1918 bis 1992 bestehender Binnenstaat in Mitteleuropa auf dem Gebiet der heutigen Staaten Tschechien, Slowakei und einem Teil der Ukraine. Die Tschechoslowakei war einer der Nachfolgestaaten Österreich-Ungarns und bestand aus den Ländern Böhmen, Mähren, Schlesien, der Slowakei und (bis 1946) aus Karpatenrussland (heute: Karpatenukraine).
Die Tschechoslowakei wurde am 28. Oktober 1918 in der neuen Hauptstadt Prag als freiheitlich-demokratischer und sozialer Rechtsstaat nach westlichem Vorbild proklamiert. Nach dem Münchner Abkommen und dem Ersten Wiener Schiedsspruch im Jahr 1938 musste die Republik das Sudetenland an das Deutsche Reich und Teile der Südslowakei an Ungarn abtreten. Die Tschecho-Slowakische Republik bestand bis zum März 1939, als sich der Slowakische Staat für unabhängig erklärte. Nach der sogenannten „Zerschlagung der Rest-Tschechei“ wurde unmittelbar darauf das Protektorat Böhmen und Mähren errichtet und von der Wehrmacht besetzt. Die nach dem Zweiten Weltkrieg wiederhergestellte Republik musste 1946 die Karpatenukraine an die Sowjetunion abtreten.
Die Tschechoslowakei war 1920 Gründungsmitglied des Völkerbunds, 1945 der Vereinten Nationen, 1949 des Rates für gegenseitige Wirtschaftshilfe und 1955 des Warschauer Paktes und trat 1991 dem Europarat bei. Sie war von 1924 bis 1938 mit Frankreich und Großbritannien und ab 1935 mit der Sowjetunion verbündet. Nach dem Februarumsturz 1948 geriet sie unter die Herrschaft der kommunistischen Partei und wurde in den von der Sowjetunion dominierten Ostblock integriert. Mitglieder der kommunistischen Partei strebten Ende der 1960er Jahre ein Demokratisierungsprogramm an, das als Prager Frühling bekannt wurde. 1968 marschierten Truppen des Warschauer Paktes daraufhin in das Land ein und schlugen diese Bestrebungen nieder. In der folgenden Periode wurden verschiedene repressive Maßnahmen wie die Zensur und „Säuberungen“ in der Partei wieder eingeführt. Die Herrschaft der Kommunistischen Partei dauerte bis zur Samtenen Revolution im Jahr 1989. Am 31. Dezember 1992 wurde der Staat aufgelöst und in seine beiden Nachfolgestaaten, die Tschechische und die Slowakische Republik, aufgeteilt.

## Name
Die Tschechoslowakei hatte mehrere offizielle Landesnamen. Diese wurden aus ideologischen Gründen mehrmals geändert. Während in der provisorischen Verfassung von 1918 die Namen Tschecho-Slowakische Republik oder Tschecho-Slowakischer Staat verwendet wurden, setzte die Verfassung von 1920 den Namen Tschechoslowakische Republik (Československá republika, ČSR) ohne Bindestrich fest. Im Oktober 1938, nach dem Münchner Abkommen, wurde der Name in Tschecho-Slowakische Republik geändert.
Nach 1945 kehrte man wieder zum alten Namen Tschechoslowakische Republik zurück, der auch nach dem Februarumsturz 1948 beibehalten wurde. Im Jahr 1960 wurde der Name in Tschechoslowakische Sozialistische Republik (Československá socialistická republika, ČSSR) geändert. Nach dem Sturz des Regimes im Jahr 1989 wurde der Name kurzzeitig in Tschechoslowakische Föderative Republik, 1990 schließlich in Tschechische und Slowakische Föderative Republik geändert. Der Streit zwischen tschechischen und slowakischen Politikern Anfang der 1990er-Jahre um die Schreibung mit oder ohne Bindestrich ist als Gedankenstrich-Krieg bekannt geworden.

## Staatssymbole

### Flagge und Wappen
Es wurde in der Republik lange überlegt, welche Flagge der neue Staat haben solle. Seit 1918 wurden vorläufig verschiedene Formen der traditionellen weiß-roten böhmischen Flagge verwendet. 1918 wurde sie zur Flagge der Tschechoslowakei erklärt. Das wiedergegründete Polen führte aber fast die gleiche Flagge. Nur durch das Seitenverhältnis von 5:8 statt 2:3 konnte man beide Flaggen unterscheiden. Zwei Jahre später, am 30. März 1920, wurde am linken Rand der Flagge ein blaues gleichschenkliges Dreieck für die Slowakei eingefügt. Das Blau entstammt der slowakischen Flagge. Nach anderen Quellen ist die blaue Farbe dem Wappen Mährens entnommen. Die Flagge dient heute (als Rechtsnachfolger der Tschechoslowakei) als Flagge von Tschechien.
Nach der Auflösung Österreich-Ungarns und nach Provisorien in den ersten zwei Jahren der Republik wurden in der Verfassung vom 29. Februar 1920 drei Wappen konstruiert, wobei das Große Wappen das offiziell alleinige Wappen der Ersten Tschechoslowakischen Republik war. In der Zweiten Republik wurde das mittlere Wappen als Staatswappen verwendet und 1945 das kleinste Wappen. Mit der neuen „sozialistischen“ Verfassung wurde das kleine Wappen 1960 abgelöst. 1990 wurde das letzte Wappen konstruiert und bis zur Teilung des Landes 1992 verwendet.

Die offizielle Flagge von 1918 bis 1920 (Flagge Böhmens)
Flagge der Tschechoslowakei ab 1920
Staatswappen der ČSR (1918–1938, 1945–1960)
Staatswappen der Č-SR (1938–1939)
Staatswappen der ČSSR (1960–1990)
Staatswappen der ČSFR (1990–1992)

### Nationalhymne
Von 1918 bis 1992 waren „Kde domov můj“ (Wo ist meine Heimat) und „Nad Tatrou sa blýska“ (Über der Tatra blitzt es) die Nationalhymnen der Tschechoslowakei.
Nach der friedlichen Teilung der Tschechoslowakei wurde Kde domov můj die Nationalhymne der unabhängigen Tschechischen Republik und Nad Tatrou sa blýska die der Slowakischen Republik.

## Geographie
Die Tschechoslowakei bestand aus dem tschechischen, dem slowakischen und bis 1946 dem karpatenukrainischen Landesteil (Podkarpatská Rus, Karpatoukraine, Karpatenukraine).
Der tschechische Teil wurde aus den Ländern Böhmen, Mähren und Schlesien gebildet. Dieses bestand seinerseits aus dem ehemaligen Österreichisch-Schlesien und dem vorher preußischen Gebiet um Hultschin, aber ohne einen Gebietsstreifen östlich von Teschen, der nach dem Polnisch-Tschechoslowakischen Grenzkrieg an Polen fiel, das sogenannte Olsagebiet.
Der Charakter der Landschaft in den einzelnen Landesteilen war sehr unterschiedlich. Das westliche Gebiet war Teil des nord-mitteleuropäischen Oberlandes.
Die Tschechoslowakei hatte Grenzen zu Österreich, Ungarn, der Ukraine (ab 1991, davor 1945–1991 zur Sowjetunion), Rumänien (bis 1946), Polen und Deutschland (bzw. 1949–1990 zur Deutschen Demokratischen Republik und zur Bundesrepublik Deutschland).

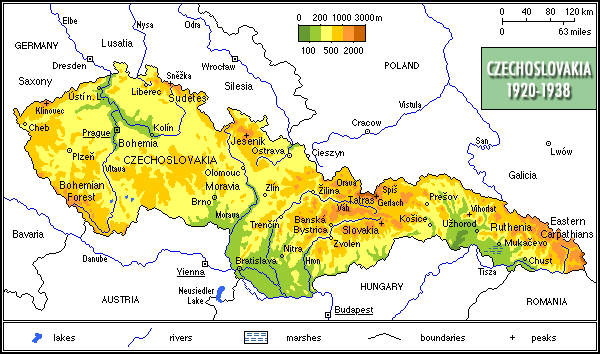
Physische Karte der Tschechoslowakei

Die Grenzen des tschechoslowakischen Staates waren bei seiner Unabhängigkeitserklärung 1918 noch unbestimmt. Erst in den Verträgen von Saint-Germain 1919 wurden die Grenzen der Tschechoslowakei vorerst festgeschrieben. Österreich musste 1920 noch separat zwei kleine Gebiete Niederösterreichs abtreten. Nach dem Vertrag von Trianon 1920 wurde die Karpatenukraine an den neuen Staat angegliedert und es kam zur Grenzlegung mit Ungarn. 1920 musste Deutschland nach dem Friedensvertrag von Versailles das Hultschiner Ländchen (tschechisch Hlučínsko) abtreten. 1919 brach mit Polen ein Grenzkrieg um das umstrittene Olsagebiet aus, den die Tschechoslowakei 1920 für sich entscheiden konnte. Die Fläche der Tschechoslowakei betrug danach bis 1920 140.446 km². Mit dem Königreich Rumänien kam es im Zuge des Vertrags von Sèvres zu einem kleineren Gebietsaustausch in der Karpatenukraine (1921); dabei wurde ein an der Grenze zum slowakischen Landesteil gelegenes Gebiet gegen ein weiter östlich gelegenes Gebiet getauscht. Der neue Staat hatte damit von 1921 bis 1938 eine Fläche von 140.800 km² und war damit etwa dreieinhalb mal so groß wie die Schweiz und mit einer Länge von 820 km fast so lang wie Italien. An seiner breitesten Stelle maß das Land 250 km und an seiner schmalsten nur 80 km.
Durch das Münchner Abkommen 1938 verlor die Tschechoslowakei etwa 14 % ihrer Staatsfläche. Ungarn erhielt 1938 durch den Ersten Wiener Schiedsspruch 11.882 km² der südlichen Slowakei. Polen erwarb die Stadt Teschen mit deren Umgebung (etwa 906 km²) und zwei kleinere Grenzgebiete in der nördlichen Slowakei, die Regionen Zips und Orava (226 km²). Die Fläche der Gebietsverluste betrug im Gesamten 41.442 km² (etwa ein Viertel des Staatsgebiets). 1939 waren der Tschechoslowakei nur noch 99.348 km² verblieben.
Nach dem Zweiten Weltkrieg wurde die Republik in ihren Grenzen von 1937 wiederhergestellt; bei Bratislava konnte 1946 der sogenannte Pressburger Brückenkopf vergrößert und ein 4.400 km² großer Landesstreifen im Osten zu Lasten Ungarns erworben werden. Das von der Tschechoslowakei kontrollierte Gebiet hatte nun eine Fläche von 144.846 km² und bedeutete für das Land die größte Ausdehnung in seiner Geschichte. 1946 wurde die Karpatenukraine nach einem Abkommen von 1945 an die Sowjetunion gezwungenermaßen abgetreten. Das Staatsgebiet verlor 12.777 km² und umfasste bis 1992 noch 127.876 km².
Auf ihrem Territorium verfügte die Tschechoslowakei über zahlreiche Rohstoffe und besaß die größten Uranvorkommen in Europa. Im tschechischen Landesteil gab es Stein- und Braunkohle, Kaolin, Ton, Graphit, Kalkstein, Quarzsand und bei Dolní Rožínka und in Pilsen Uran. Lagerstätten von Kupfer- und Manganerz gab es im Slowakischen Erzgebirge. Blei- und Zinkerz kamen bei Kutná Hora und Příbram vor. Im Erzgebirge gab es noch geringe Mengen von Quecksilber, Antimon und Zinn. In der Slowakei gab es größere Salzreserven und im Süden und in der Karpatenukraine Erdöl. Graphit gab es in der Nähe von Budweis und Kaolin in der Nähe von Pilsen und Karlsbad.
Die Tschechoslowakei lag in der gemäßigten Klimazone, wobei es starke Unterschiede zwischen den einzelnen Landesteilen gab. Die wärmsten und trockensten Gebiete befanden sich im Süden. In den Gebirgen und vor allem in der Karpatenukraine herrschten fast ganzjährig niedrige Temperaturen. Im heute slowakischen Vígľaš-Pstruša wurden am 11. Februar 1929 −41 °C erreicht. In den flachen Gebieten konzentrierte sich der Niederschlag im Allgemeinen auf den Sommer.
Der Frühling begann meist Anfang April und war mild und recht sonnig. Im relativ kühlen Sommer kam kühle Luft aus Osteuropa. Ende August setzte der Herbst ein. Der Winter war in der Tschechoslowakei sehr kalt und trocken und die längste Jahreszeit.

## Städte und Ortschaften

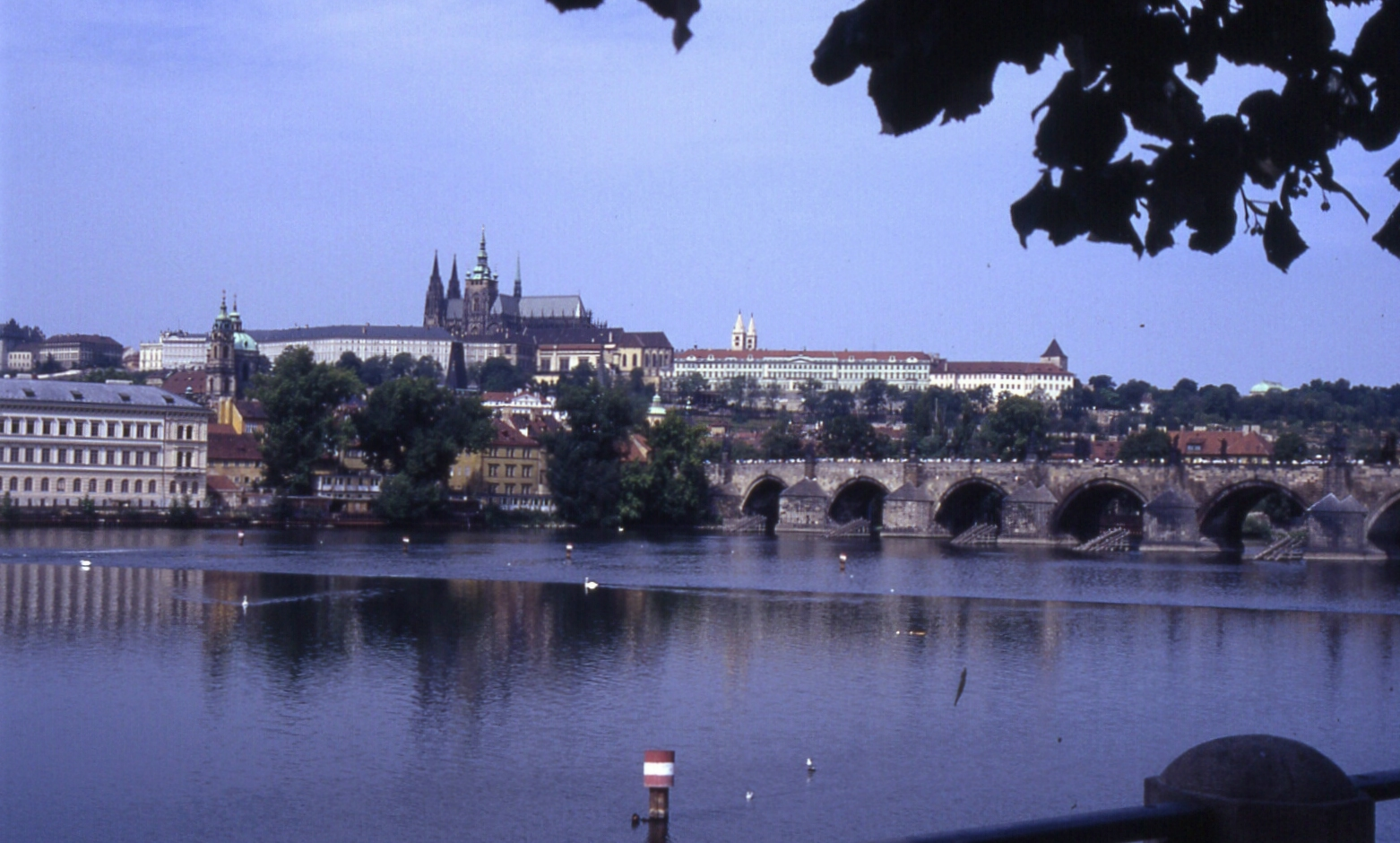
Prag 1990

Es gab in der Tschechoslowakei 1931 über 800 Städte und tausende kleinere Ortschaften. Der Stadtstatus wurde vom tschechoslowakischen Innenministerium an Ortschaften vergeben.
Größere Städte der ČSR waren 1930 Prag (849.000 Einwohner), Brünn (265.000 Einwohner), Ostrava (125.000 Einwohner), Bratislava (124.000 Einwohner), Pilsen (115.000 Einwohner), Olmütz (66.000 Einwohner), Košice (58.000 Einwohner), Ústí nad Labem (44.000 Einwohner), Budweis (44.000 Einwohner) und Liberec (39.000 Einwohner). In Prag, Brno, Ostrava oder Bratislava und Košice lebten vor dem Zweiten Weltkrieg die deutsche bzw. die ungarische oder karpatorussische und tschechoslowakische Bevölkerung teilweise zusammen. Die größte deutsch bevölkerte Stadt war Olomouc; die größte von Magyaren bewohnte Stadt war Košice. In den Großstädten der ČSR lebten allgemein viele Angehörige von nationalen Minderheiten. Prag war zum Beispiel das Zentrum des tschechoslowakischen Judentums.
Neben den Städten gab es in der Tschechoslowakei mehrere tausend Dörfer und Gemeinden. Die meisten waren in Böhmen oder der Slowakei. In der Karpatenukraine gab es die wenigsten Ortschaften; der Landesteil verfügte über 100 kleinere Siedlungen und die drei Städte Chust, Mukatschewo und die regionale Hauptstadt Uschhorod.
Die Tschechoslowakei verfügte mit berühmten Kurorten wie Karlsbad, Marienbad oder Franzensbad mit Abstand über die meisten Kurorte Europas. Die meisten Kurorte lagen in Böhmen.

## Verwaltungsgliederung

### 1918:okres(Bezirk) bzw.župa(Komitat)
Der Čechoslovakische Staat übernahm zunächst die vor seiner Gründung bestehende österreichisch-ungarische Verwaltungsgliederung, also die okresy (Bezirke) in Böhmen (89), Mähren (30) und Schlesien (6) sowie die župy (Komitate) in den ehemals ungarischen Gebieten Slowakei (20) und Podkarpatská Rus (4).

### 1923:župa(Gau) undokres(Bezirk) in der Slowakei

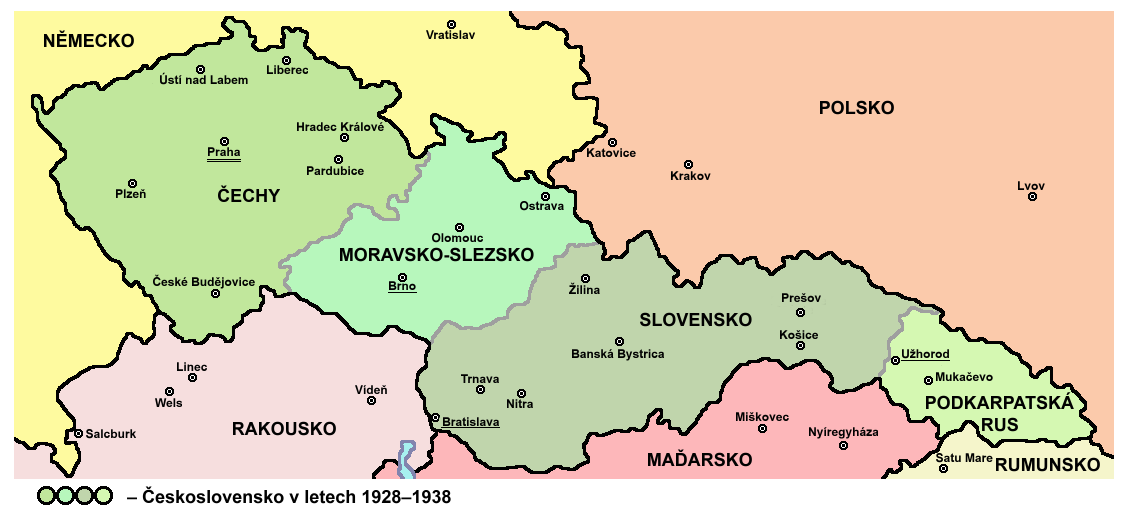
Länder 1928–1938

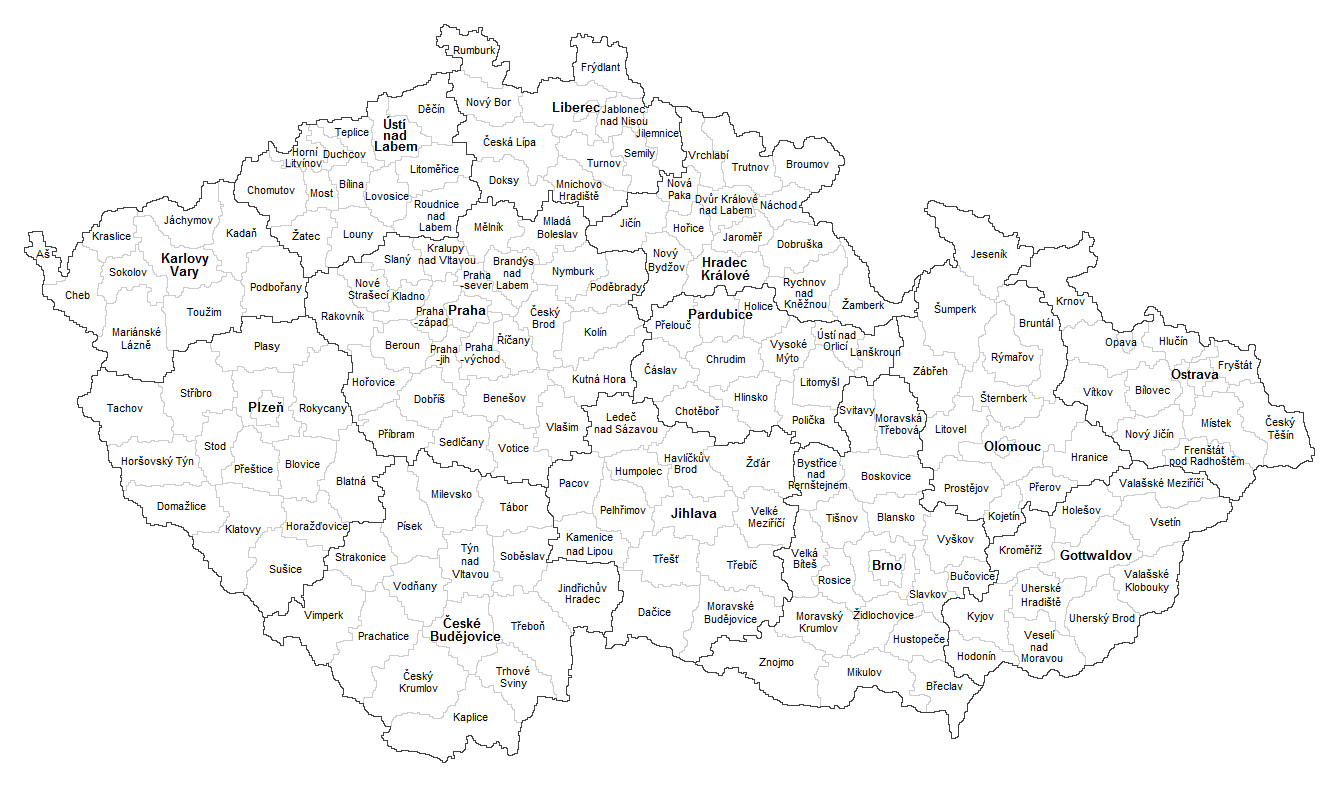
Tschechischer Landesteil 1950

1920 wurde eine Einteilung in 21 župy (deutsch nunmehr Gaue) und darunter okresy (Bezirke) vorgesehen, die so jedoch nur für die Slowakei umgesetzt wurde (Gaue XV bis XX, 79 Bezirke). In der Podkarpatská Rus bestand ab 1926 nurmehr eine župa (deutsch hier weiter Komitat).

### 1928:země(Land) undokres(Bezirk)
1928 traten landesweit an die Stelle der župa-Ebene vier země (Länder: Böhmen, Mähren-Schlesien, Slowakei, Podkarpatská Rus). Diese Einteilung existierte bis 1939 (zweite Republik) und dann wieder von 1945 bis 1948 (dritte Republik).

### 1949:kraj(Kreis) undokres(Bezirk)
Nach der sowjetischen Annexion der Podkarpatská Rus erfolgte 1949 eine Einteilung der Tschechoslowakischen Republik in 19 kraje (Kreise) und darunter ca. 270 okresy (Bezirke), die 1960 in der ČSSR mit 10 Kreisen und 108 Bezirken erneuert wurde:
- Kreis Mittelböhmen (Sitz Prag, 12 Bezirke)
- Kreis Südböhmen (Budweis, 8 Bezirke)
- Kreis Westböhmen (Pilsen, 10 Bezirke)
- Kreis Nordböhmen (Ústí nad Labem, 10 Bezirke)
- Kreis Ostböhmen (Hradec Králové, 11 Bezirke)
- Kreis Südmähren (Brünn, 14 Bezirke)
- Kreis Nordmähren (Ostrava, 10 Bezirke)
- Kreis Westslowakei (Bratislava, 12 Bezirke)
- Kreis Zentralslowakei (Banská Bystrica, 12 Bezirke)
- Kreis Ostslowakei (Košice, 9 Bezirke).

Die Hauptstadt Prag war selbstständig.
1969 kamen darüber im Rahmen der Föderalisierung der ČSSR die Tschechische und die Slowakische Sozialistische Republik hinzu (ČSR und SSR).

## Bevölkerung

### Bevölkerungsentwicklung

Sprachenkarte der Tschechoslowakei nach der Volkszählung von 1930

Die Tschechoslowakei gehörte zu den dicht besiedelten Ländern Europas und war von ihrer Gründung 1918 bis 1945 ein Vielvölkerstaat, wo nationale Minderheiten, wie Juden, Deutsche, Magyaren, Polen, Ukrainer, Ruthenen und Rumänen ungefähr 35 Prozent der Bevölkerung ausmachten. Der Staat umfasste bei einer Volkszählung 1921 neben 8,761 Mio. Tschechen und Slowaken auch 3,1 Mio. Deutsche (23 %), die damit die Anzahl der Slowaken überstiegen. Großstädte wie Prag, Brünn, Ostrava, Bratislava und Uschhorod waren sowohl die kulturellen Zentren dieser Minderheiten als auch der Titularnationen der Tschechen und Slowaken.
1945 wurde die Tschechoslowakei als Staat der slawischen Völker wiedererrichtet. Durch die sogenannten Beneš-Dekrete kam es 1945/46 zur Vertreibung der Deutschen aus der Tschechoslowakei und zu einem tschechoslowakisch-ungarischen Bevölkerungsaustausch.
1992 hatte der tschechoslowakische Staat 15,8 Millionen Einwohner.
| Jahr | Fläche in km² | Einwohner in 1.000 | Einwohner je km² | Quelle |
| ---- | ------------- | ------------------ | ---------------- | ------ |
| 1925 | 140.394       | 13.374             | 95               | [ 17 ] |
| 1934 | 140.394       | 15.057             | 107              | [ 18 ] |
| 1948 | 127.827       | 12.193             | 95               | [ 19 ] |
| 1974 | 127.869       | 14.480             | 113              | [ 20 ] |

### Sprachen
Die Amtssprachen waren seit 1945 Tschechisch und Slowakisch.
| Nationalität        | Einwohner   | Anteil  |
| ------------------- | ----------- | ------- |
| Tschechoslowaken a  | 8,761 Mio.  | 64,35 % |
| Deutsche            | 3,123 Mio.  | 22,94 % |
| Ungarn              | 0,745 Mio.  | 5,47 %  |
| Russen b            | 0,461 Mio.  | 3,38 %  |
| Juden               | 0,180 Mio.  | 1,32 %  |
| Ausländer c         | 0,238 Mio.  | 1,74 %  |
| Polen und andere    | 0,102 Mio.  | 0,75 %  |
| Gesamteinwohnerzahl | 13,613 Mio. | 100 %   |

### Jüdische Bevölkerung
In der Tschechoslowakei lebten 1938 ca. 400.000 Juden, was etwa 2,7 % der damaligen Gesamtbevölkerung von 15,247 Millionen entsprach. Die jüdische Population gehörte zu den größten in Europa. Die größte jüdische Gemeinde des Landes war in der Hauptstadt Prag ansässig. Laut der Volkszählung von 1930 lebten 136.737 Juden in der Slowakei, 120.000 in den böhmischen Ländern und 95.008 in der Karpatenukraine.
Nach den antideutschen Unruhen 1920 in der Hauptstadt wurde das Jüdische Rathaus in Josefov gestürmt und das Inventar stark beschädigt.
1919 erschien die erste Zeitung für Juden und Prag erhielt 1920 die erste jüdische Schule, in der Franz Kafkas Schwester Valli Pollak als eine der ersten Lehrerinnen unterrichtete. 1922 wurde der Historiker Samuel Steinherz (1857–1942) zum Rektor der deutschen Karl-Ferdinands-Universität in Prag gewählt und hatte dieses Amt bis 1928 inne.

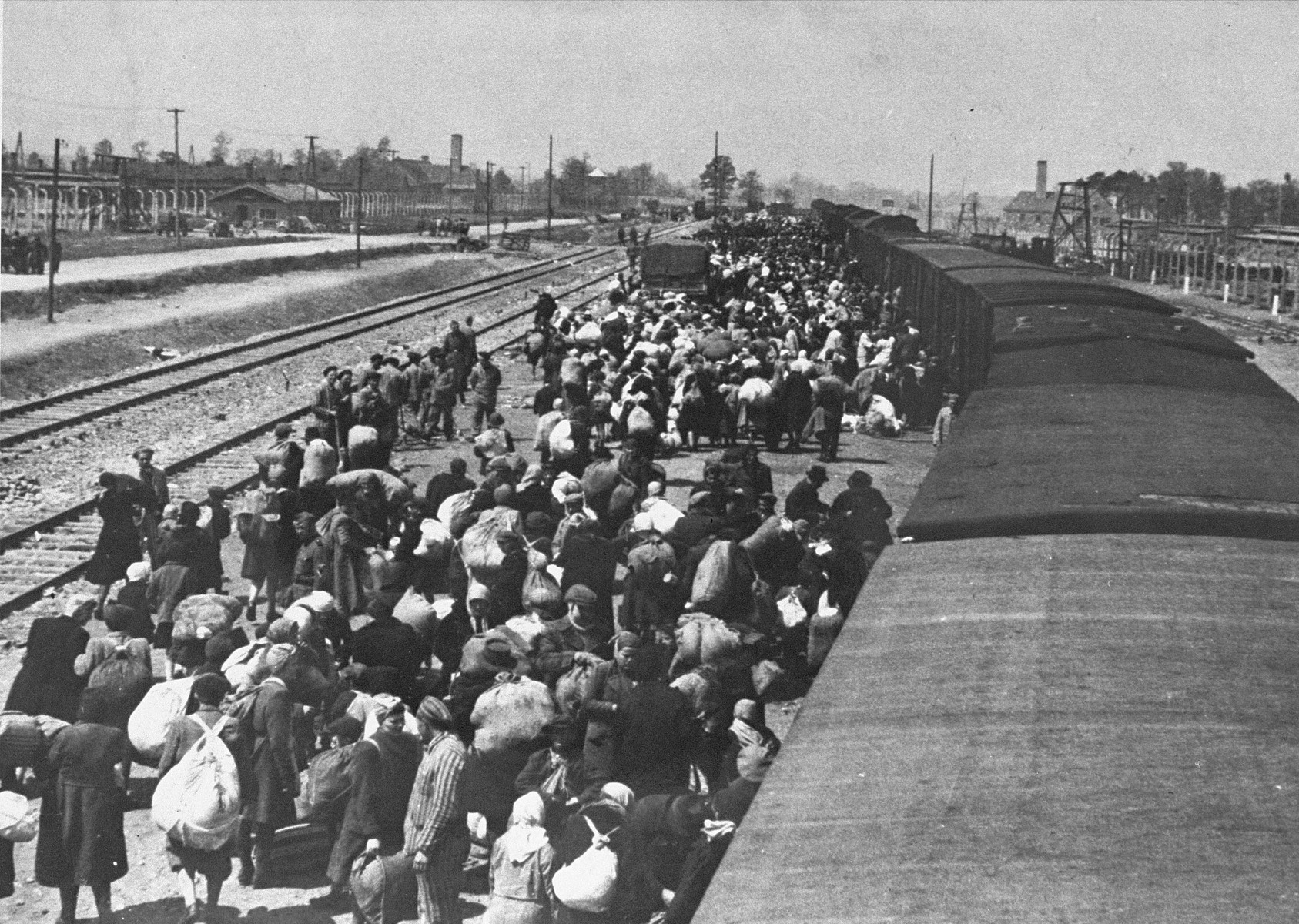
Ein Deportationszug von Juden aus Karpatenrussland erreicht Auschwitz im Mai 1944.

Nach der Besetzung der Tschechoslowakei durch die deutsche Wehrmacht am 15. März 1939 verkündete Adolf Hitler tags darauf die Errichtung des „Reichsprotektorats Böhmen und Mähren“. Fast die gesamte jüdische Bevölkerung des Protektorats wurde im KZ Theresienstadt interniert und von dort zumeist weiter nach Auschwitz deportiert. Von etwa 82.000 aus dem Protektorat deportierten Juden überlebten nur rund 11.200. Einzelne hatten versucht, ihre jüdischen Mitbürger vor Verfolgung und Ermordung zu retten. Mehr als 100 Tschechen wurden dafür später von der Gedenkstätte Yad Vashem mit dem Titel Gerechte unter den Völkern ausgezeichnet. Im Slowakischen Staat begannen nach mehreren antijüdischen Gesetzen 1942 die Deportationen slowakischer Juden. In der Zeit des Slowakischen Nationalaufstandes wurden auf dem von den slowakischen Aufständischen kontrollierten Gebieten der Mittelslowakei vom 29. August bis zur Niederschlagung am 27. Oktober 1944 die antijüdischen Gesetze außer Kraft gesetzt. In den von der deutschen Wehrmacht besetzten Teilen der Slowakei wurden seit September 1944 erneut Juden deportiert. Von den fast 120.000 Juden in der Karpatenukraine wurden etwa 90 % im Holocaust ermordet.
Den Holocaust überlebten etwa 15.000 karpatorussische Juden, 30.000 slowakische Juden und 24.395 tschechische Juden. In der Nachkriegszeit war man jedoch den zurückkehrenden Juden teilweise sogar feindlich gesinnt. Den Juden wurden bei Ausreiseanträgen und bei der Rückerstattung ihres Besitzes bürokratische Hindernisse in den Weg gestellt, um ihnen ihren Besitz nicht zurückgeben zu müssen. Zwischen 1945 und 1950 wanderten 24.000 Juden nach Israel und Übersee aus.
Im Jahr 1952 wurde der Stellvertretende Ministerpräsident Rudolf Slánský (KSČ) verhaftet und des Hochverrats angeklagt. Initiator der Verhaftung dürfte Klement Gottwald gewesen sein, der in Slánský einen potentiellen Rivalen sah. Noch dazu gab es antisemitische Motive, da sich unter den 14 Angeklagten im Slánský-Prozess elf Juden befanden. In diesem Prozess wurde Slánský mit zehn Mitangeklagten zum Tode verurteilt und auch hingerichtet. 1963 wurde er juristisch rehabilitiert, 1968 auch von der Partei.

## Geschichte

### Tschechoslowakei 1918–1939

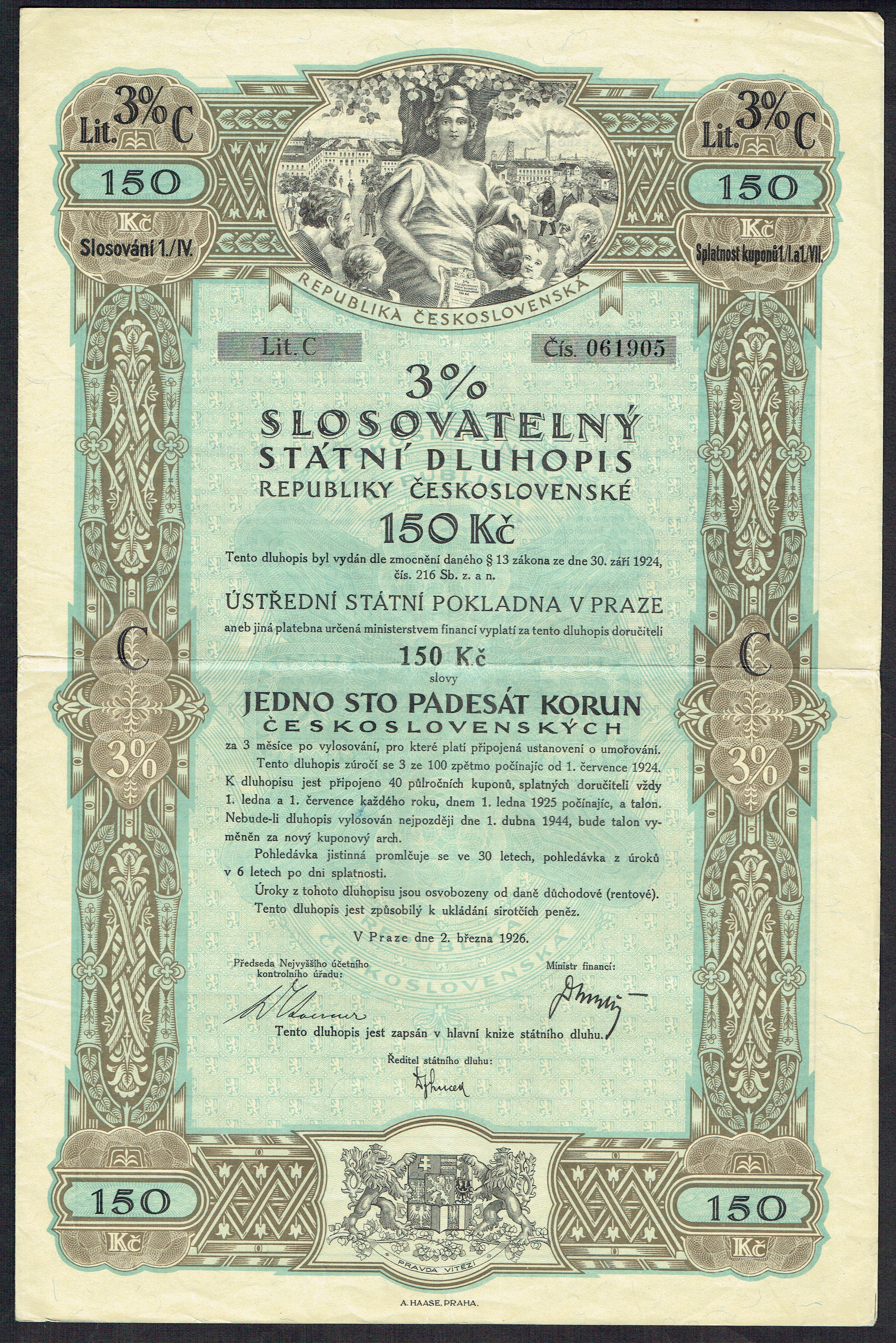
Staatsanleihe der Tschechoslowakei vom 2. März 1926

Die Tschechoslowakei entstand als Staat 1918 durch den Zerfall Österreich-Ungarns am Ende des Ersten Weltkriegs. Rechtliche Grundlage war das Gesetz über die Errichtung des selbstständigen tschechoslowakischen Staates vom 28. Oktober 1918. Tschechische Exilpolitiker hatten seit 1916 die Unterstützung der Triple Entente dafür erhalten, nach dem Krieg im Sinn der nationalen Selbstbestimmung einen eigenen Staat zu errichten. Dieser wurde am 28. Oktober 1918 in Prag vom ersten Präsidenten proklamiert. In den Verträgen von Saint-Germain und von Trianon, mit denen die Kriegssieger die Auflösung Österreich-Ungarns vollzogen, war die Anerkennung der ČSR festgeschrieben. Erster Präsident der Tschechoslowakei war Tomáš Garrigue Masaryk.
Die Tschechoslowakei wurde als parlamentarische Demokratie proklamiert, führte 1920 das Frauenwahlrecht ein, und blieb nach 1933 neben der Schweiz die einzige funktionierende Demokratie in Mitteleuropa. Sie stempelte ihre bisherigen Kronen-Banknoten aus der Monarchie Anfang 1919 ab und schuf damit die bis zum Zweiten Weltkrieg stabile Tschechoslowakische Krone. Finanzminister Alois Rašin war dabei bis zu seiner Ermordung Anfang 1923 eine treibende Kraft.
Die neue Republik erreichte einen Aufschwung, der in einem starken Kontrast zur enormen Inflation in Deutschland und in Österreich stand. Dazu trug bei, dass die Tschechoslowakei die ergiebigsten Kohlenvorkommen im Gebiet Österreich-Ungarn hatte und auch hochproduktive Agrargebiete.
Die stetig steigende Unzufriedenheit der Deutschböhmen und Deutschmährer mit ihrer Situation in dem neuen Staat wurde unterschätzt. Die NSDAP unter Adolf Hitler unterstützte vor allem nach ihrer Machtergreifung 1933 im Deutschen Reich die Sudetendeutsche Partei Konrad Henleins und verschärfte so die Konflikte unter den Nationalitäten in der Tschechoslowakei. Als Hitler erwog, die Gebiete mit mehrheitlich deutschböhmischer Bevölkerung zu annektieren, einigten sich die westlichen Großmächte Frankreich und Großbritannien unter Vermittlung des italienischen Diktators Benito Mussolini im Münchner Abkommen mit ihm auf die Abtretung dieser Gebiete. Im Einzelnen wurden diejenigen Gebiete an das Deutsche Reich abgetreten, in denen sich die Mehrheit der Bevölkerung bei der Volkszählung 1911 als Deutsche bezeichnet hatte (worunter zahlreiche Juden waren). Bei den Verhandlungen war die tschechoslowakische Regierung nicht zugegen, stimmte unter Vorsitz von Edvard Beneš aber den Ergebnissen zu.
Ab dem 1. Oktober 1938 wurden diese Gebiete von der Wehrmacht besetzt und in das Deutsche Reich als Reichsgau Sudetenland eingegliedert. Die britische und die französische Regierung hofften, durch Befriedigung von Hitlers Gebietsansprüchen im Sinne der Appeasement-Politik einen Krieg abzuwenden. Im Ersten Wiener Schiedsspruch übertrugen Vertreter der deutschen und der italienischen Regierung den Süden der Slowakei und die Karpatenukraine im November 1938 an Ungarn; das Teschener Gebiet wurde von Polen besetzt.
Der nunmehr politisch als Zweite Republik bezeichnete tschechoslowakische Staat auf dem verbliebenen Hoheitsgebiet – die „Nachmünchener“ Tschechoslowakei vom Oktober 1938 bis zur Besetzung durch Deutschland – bestand nach diesen Abtretungen nur kurz. Am 15. März 1939 besetzten deutsche Truppen die sogenannte Rest-Tschechei und stellten sie als Protektorat Böhmen und Mähren unter deutsche Hoheit. Tags zuvor war im slowakischen Landesteil unter direktem Druck Hitlers der Slowakische Staat unter „deutschem Schutz“ gebildet worden; die Karpatenukraine wurde von Ungarn annektiert.
Teile der tschechoslowakischen Regierung waren ins Ausland geflüchtet und bildeten unter Edvard Beneš ab 1940 in London eine Exilregierung. An der Seite der Westalliierten und der Roten Armee kämpften Tschechen und Slowaken vom Ausland aus für die Befreiung ihres Landes. Der Einmarsch der Wehrmacht in das slowakische Staatsgebiet am 29. August 1944 war der Auslöser für den Slowakischen Nationalaufstand; getragen wurde er von Teilen der slowakischen Armee sowie Partisanen und richtete sich gegen die deutschen Besatzer und die mit ihnen kollaborierende Staatsregierung. Der Aufstand wurde innerhalb von zwei Monaten niedergeschlagen.
Zu den führenden (und auf Ausgleich bedachten) Rechtswissenschaftlern in der Tschechoslowakei gehörte Rudolf Schránil.

### Protektorat Böhmen und Mähren, Slowakischer Staat (1939–1945)
Nach der Sezession der Slowakei am 14. März 1939 unterzeichneten der tschechoslowakische Staatspräsident Emil Hácha und Außenminister František Chvalkovský in der Nacht vom 14. auf den 15. März 1939 unter massivem deutschen Druck einen Protektoratsvertrag. Die Wehrmacht marschierte in den frühen Morgenstunden des 15. März ein (die so genannte „Zerschlagung der Rest-Tschechei“). Das besetzte Gebiet wurde anschließend annektiert. Das so entstandene Protektorat Böhmen und Mähren umfasste die überwiegend von Tschechen bewohnten Teile Böhmens und Mährens. Die Regierung unter Präsident Emil Hácha stand unter der Aufsicht eines Reichsprotektors.

### Wiedererrichtung der ČSR und Februarumsturz (1945–1948)

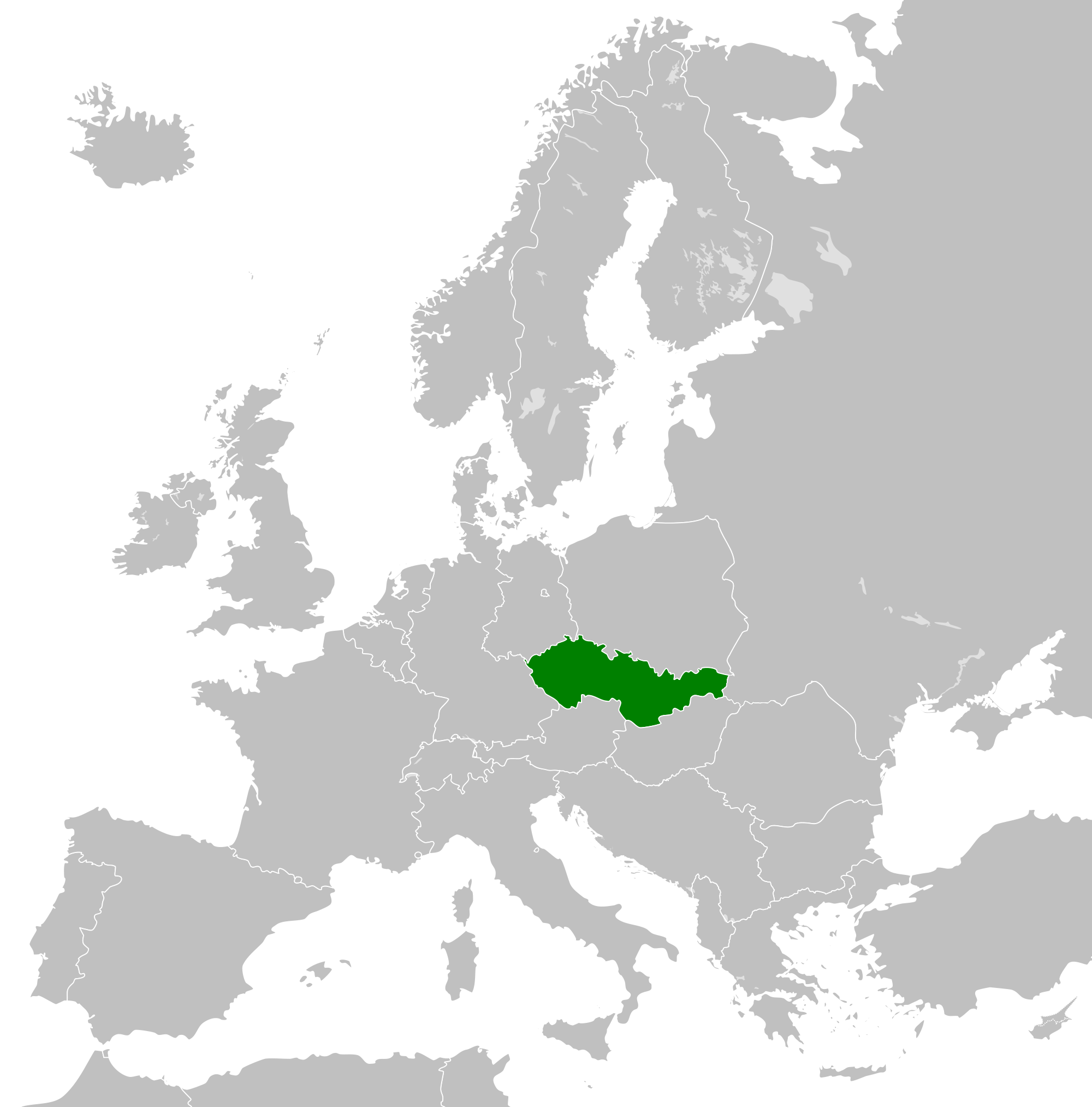
Lage der Tschechoslowakei in Europa zwischen 1949 und 1990

Nach Kriegsende 1945 ist die Tschechoslowakei in den Grenzen aus der Zeit vor dem Münchner Abkommen wiedererstanden, ausgenommen die Karpatenukraine, die der Sowjetunion überlassen werden musste. Die deutsche Bevölkerung vor allem im Bereich der heutigen Tschechischen Republik wurde überwiegend vertrieben oder ausgesiedelt.
Nach dem Februarumsturz 1948 folgte die ČSR uneingeschränkt der stalinistischen Politik der UdSSR. Weil Beneš die neue Verfassung vom 9. Mai 1948 nicht unterschreiben wollte, trat er zurück, und Klement Gottwald, der seit Februar 1948 seiner zweiten Regierung vorstand, wurde Präsident. In den Folgejahren kam es dann zu Schauprozessen im Stile stalinistischer Säuberungen, z. B. gegen den schon oben genannten Rudolf Slánský, der als Generalsekretär der KSČ am Februarumsturz maßgeblich beteiligt gewesen war. Als Satellitenstaat der UdSSR war das Land nun Teil des Ostblocks und des Rats für gegenseitige Wirtschaftshilfe, außerdem ab 1955 Mitglied des Warschauer Paktes.

### Tschechoslowakische Sozialistische Republik (1960–1990)

Staatswappen der ČSSR

In der Verfassung von 1960 nahm der Staat die Bezeichnung Tschechoslowakische Sozialistische Republik (ČSSR) an und der kommunistische Führungsanspruch wurde dort festgeschrieben.
1968 kam es unter dem Vorsitzenden der Kommunistischen Partei Alexander Dubček zum Versuch einer „Vermenschlichung“ des kommunistischen Staates. Der Prager Frühling sollte einen „Sozialismus mit menschlichem Antlitz“ schaffen, wurde aber von der Sowjetunion und den anderen im Warschauer Vertrag verbündeten Ostblockstaaten als Konterrevolution mit Waffengewalt am 21. August 1968 niedergeschlagen. Als Nachwirkung des dabei untergegangenen Reformprogramms konnte die Föderalisierung der ČSSR umgesetzt werden. Diese wurde am 28. Oktober 1968, dem 50. Jahrestag der tschechoslowakischen Unabhängigkeit, ausgerufen. Fortan bildeten zwei Teilrepubliken, die Tschechische Sozialistische Republik und die Slowakische Sozialistische Republik, die ČSSR. Allerdings gab es auch bei dieser Reform von sowjetischer Seite eine starke Einschränkung: Es gab zwar eine slowakische, nicht aber eine tschechische Kommunistische Partei. Für die alles entscheidende Parteilinie blieb weiterhin das Zentralkomitee der KPČ in Prag und dessen Präsidium zuständig.
Nach der Niederschlagung des „Prager Frühlings“ von 1968 wurde dem Land von sowjetischer Seite eine „Normalisierung“ verordnet, die eine tiefe Resignation auslöste. Künstler, Intellektuelle und Politiker des Prager Frühlings bildeten eine vom Regime vielfach verfolgte Bürgerrechtsbewegung. Sie veröffentlichte 1977 die Petition Charta 77, nannte sich fortan ebenso und rief seit 1988 zu politischen Aktionen auf, blieb aber politisch weitgehend wirkungslos.
Im November 1989 kam es unter dem Eindruck des Reformprogramms von Michail Gorbatschow in der Sowjetunion zu mehrtägigen Demonstrationen in Prag, Bratislava und anderen Städten. Nach tagelangen Protesten trat die kommunistische Führung zurück. Mit dieser „Samtenen Revolution“, einer weitgehend gewaltlosen Erhebung des Volkes, endete die Alleinherrschaft der Kommunistischen Partei der Tschechoslowakei. Anfang Dezember 1989 wurde unter dem Reformkommunisten Marián Čalfa eine mehrheitlich nichtkommunistische Regierung gebildet. Ende Dezember wurde der Bürgerrechtler Václav Havel zum Staatspräsidenten gewählt. Im Juni 1990 fanden die ersten freien Parlamentswahlen seit 1945 statt. Es siegten das tschechische Občanské fórum (Bürgerforum, OF) und die slowakische Verejnosť proti násiliu (Öffentlichkeit gegen Gewalt, VPN), die zusammen die Regierung bildeten.

### Tschechische und Slowakische Föderative Republik (1990–1992)
Nach dem Ende der kommunistischen Diktatur zeichnete sich bald ab, dass der föderative Staat Tschechoslowakei auf Dauer keinen Bestand mehr haben würde. Zu den ersten Zerwürfnissen kam es während des sogenannten „Gedankenstrich-Krieges“ um die Landesbezeichnung. Von April 1990 bis Ende 1992 hieß das Land Tschechische und Slowakische Föderative Republik (ČSFR; vereinzelt auch als Tschechoslowakische Bundesrepublik bezeichnet) mit den Kurzformen Tschechoslowakei in Tschechien beziehungsweise Tschecho-Slowakei in der Slowakei. Aufkommende Interessenskonflikte zwischen den beiden Landesteilen führten 1992 zum Ende der Tschechoslowakei. Ohne ein Referendum beschloss die Bundesversammlung der Tschechischen und Slowakischen Föderativen Republik am 25. November 1992 die Auflösung der Föderation zum 31. Dezember 1992 und damit die Bildung der beiden neuen Staaten Tschechien und Slowakei zum 1. Januar 1993.

## Militär
Die 1918 gegründete Tschechoslowakische Armee wurde 1954 in Tschechoslowakische Volksarmee umbenannt. Sie trat 1955 dem Warschauer Pakt bei. 1990 änderte sie ihren Namen wieder in Tschechoslowakische Armee, 1993 wurde sie aufgeteilt in die Streitkräfte der Tschechischen Republik und die Streitkräfte der Slowakischen Republik.

## Sport

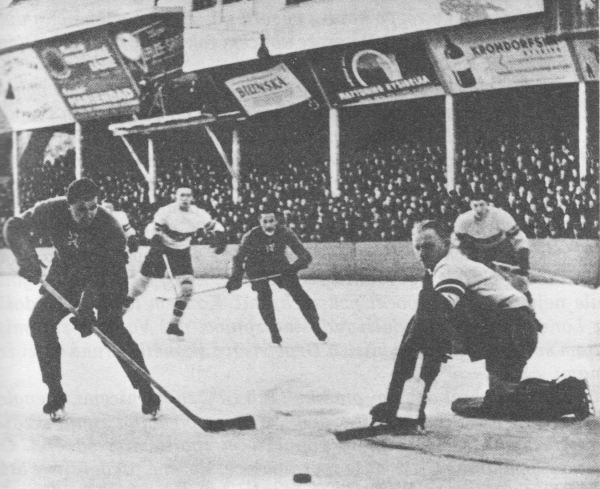
Spiel zwischen der ČSR und Deutschland bei der Eishockey-Weltmeisterschaft 1938

Fußball war ein populärer Sport in der Tschechoslowakei. Die größten Erfolge der tschechoslowakischen Fußballnationalmannschaft waren der Europameistertitel 1976, sowie die Finalteilnahmen bei den Weltmeisterschaften 1934 und 1962. Außerdem gewann die Mannschaft 1980 in Moskau olympisches Gold.
Auf nationaler Ebene dominierten vor allem die Prager Vereine Sparta, Slavia und Dukla, die zusammen 45 der 70 Meisterschaftstitel gewannen. Aber auch die slowakischen Klubs Slovan Bratislava und Spartak Trnava konnten acht bzw. fünf Meisterschaften gewinnen. Slovan Bratislava gelang darüber hinaus als einzigem tschechoslowakischen Verein mit dem Europapokal der Pokalsieger im Jahr 1969 der Gewinn eines großen europäischen Titels.
Eine weitere sehr populäre Sportart war Eishockey. Die tschechoslowakische Eishockeynationalmannschaft konnte sechs Weltmeisterschaften gewinnen. Außerdem gewann sie je viermal Silber und Bronze bei Olympischen Spielen. Damit war sie nach der Sowjetunion die erfolgreichste Nationalmannschaft aus dem Ostblock. An diese Erfolge konnten nach der Auflösung der Tschechoslowakei sowohl die tschechische als auch die slowakische Eishockeynationalmannschaft anknüpfen, die beide Weltmeister wurden.
Auf nationaler Ebene waren die erfolgreichsten Mannschaften LTC Prag und Dukla Jihlava mit je zwölf Titeln, sowie RH Brno mit elf Titeln.
Sportler der Tschechoslowakei konnten auch bei den Olympischen Spielen zahlreiche Erfolge feiern. Insgesamt gewannen sie 168 Medaillen (davon 51 goldene), wobei der mit Abstand größte Teil (143) auf Medaillen bei den Sommerspielen entfällt. Am erfolgreichsten war man bei den Sommerspielen 1952 in Helsinki und 1968 in Mexiko-Stadt, bei denen man jeweils sieben Goldmedaillen und insgesamt dreizehn Medaillen gewann. Die erfolgreichste Olympionikin war die Kunstturnerin Věra Čáslavská, die bei den drei Spielen in den 1960er Jahren sieben Gold- und vier Silbermedaillen gewinnen konnte. Der erfolgreichste Olympionike war der Langstreckenläufer Emil Zátopek, der in den 1950er Jahren vier Gold- und eine Silbermedaille gewann.
Zahlreiche berühmte Tennisspieler wie Ivan Lendl, Miloslav Mečíř, Hana Mandlíková und Martina Navrátilová sind in der Tschechoslowakei geboren.

## Wirtschaft
In der Zwischenkriegszeit war die Tschechoslowakei eines der fortschrittlichsten Länder Europas. Sie gehörte zu den stärksten Industriestaaten des Kontinents, wobei die Schwerindustrie eher im Landesinnern angesiedelt war, während in der überwiegend von Deutschen bewohnten Grenzregion Leichtindustrie vorherrschte. Weltruf genoss vor allem die Waffenproduktion des Landes. Schon vor 1918 waren die böhmischen Länder das industriereichste Gebiet der Donaumonarchie. Jedoch war die Slowakei bis in die 1960er Jahre wirtschaftlich deutlich schwächer als der westliche Landesteil. Die Karpatenukraine, die 1945 von der UdSSR annektiert und der Ukrainischen SSR einverleibt wurde, war 1918 ein praktisch industrieloses Gebiet mit einem hohen Anteil von Analphabeten in der Bevölkerung. Die Weltwirtschaftskrise traf auch die Tschechoslowakei in den Jahren 1929 bis 1933. Die Zahl der Arbeitslosen belief sich auf etwa eine Million.